# Institut d'Estudis del Baix Cinca
El Institut d'Estudis del Baix Cinca (IEBC-IEA; en español, «Instituto de Estudios del Bajo Cinca») es una institución dependiente del Instituto de Estudios Altoaragoneses con sede en Fraga (Huesca), en España.

## Historia y objetivos
El 26 de julio de 1985 se creó la asociación «Afraga-Institut d’Estudis Fragatins», de la que derivó el 23 de septiembre de 1989 el Institut d'Estudis del Baix Cinca, como organismo del Instituto de Estudios Altoaragoneses, aunque de funcionamiento autónomo. Hasta 2004 el presidente del IEBC-IEA fue Josep Galán Castany; a 2011, su presidenta es Susanna Barquín.
Los fines del Instituto son el estudio, la promoción y la defensa del patrimonio cultural, histórico y lingüístico de la comarca del Bajo Cinca y sobre todo de su lengua propia, un dialecto del catalán. Para este fin, el Instituto organiza cursos de catalán para adultos y realiza campañas de normalización del uso de la lengua, colaborando con otras instituciones similares de la Franja de Aragón, como Iniciativa Cultural de la Franja, y las demás áreas de lengua catalana. Además de apoyar los estudios de todo tipo sobre la comarca, publica las colecciones «La Sitja» y «Gallica Flavia», además del anuario Anuari Cinga y colaborar en la publicación de la colección «La Gabella», los «Quaderns de la Glera», «Quaderns de les Cadolles» y la revista Temps de Franja.
Además, el IEBC-IEA entrega anualmente el premio «Josep Galan» «a la normalización lingüística». También entrega las becas «Amanda Llebot», convocadas anualmente para promocionar el estudio y la investigación sobre el Bajo Cinca, en dos modalidades, general y para escolares.